# Korpus Pancerny Großdeutschland

Insygnia Großdeutschland

Korpus Pancerny Grossdeutschland (niem. Panzerkorps Großdeutschland) – jeden z niemieckich korpusów pancernych utworzonych w trakcie II wojny światowej. 
Utworzony 28 września 1944 roku ze sztabu 18 Dywizji Artylerii i resztek XIII Korpusu Armijnego. Należał do jednego z niewielu korpusów mających stały skład dywizji i stanowił odwód Naczelnego Dowództwa Wojsk Lądowych. W grudniu 1944 roku wzmocniony pododdziałami Dywizji Grossdeutschland, został przerzucony z Prus Wschodnich do składu Grupy Armii A. W czasie transportu w dniach 16-17 stycznia 1945 roku w rejonie Piotrkowa, Kutna i Łodzi dostał się pod ostrzał oddziałów Armii Czerwonej.  
W czasie ofensywy Armii Czerwonej prowadzonej nad rzeką Odrą w pasie działania Grupy Armii A był wprowadzany do walki częściami. Poniósł znaczne straty i nie odgrywając większej roli został zmuszony do wycofania się za Odrę. Następnie w wyniku przegrupowania, walczył  w składzie 4 Armii Pancernej a w jego skład w marcu 1945 roku wychodziły: 1 Dywizja Pancerno-Spadochronowa Hermann Göring, 20 Dywizja Grenadierów Pancernych, 21 DPanc. i Dywizja Grenadierów Pancernych Brandenburg. W kwietniu w jego składzie walczyły też 545 DP i 615 DSpec..

## Dowódcy korpusu
- generał wojsk pancernych Dietrich von Saucken (do marca 1945)
- generał wojsk pancernych Georg Jauer(inne języki) (od marca do kapitulacji w maju 1945)

## Struktura organizacyjna
Jednostki korpuśne500 Dowództwo Artylerii, sztab 500 Pułku Pionierów, Korpuśny Pułk Fizylierów Großdeutschland, Ciężki Batalion Pancerny Großdeutschland, 500 Pułk Artylerii, 500 Batalion Pionierów Pancernych, 500 Batalion Łączności Korpusu Pancernego, Pancerny Pułk Rezerwowy Großdeutschland i 500 Pułk Logistyczny
Skład w marcu 1945
- 1 Dywizja Pancerno-Spadochronowa Hermann Göring
- 20 Dywizja Grenadierów Pancernych
- 21 Dywizja Pancerna
- Dywizja Grenadierów Pancernych Brandenburg